# Госпіто
Госпітон (італ. Ospitone, лат. Hospiton; VI століття) — ватажок «варварів», які населяли регіон Барбаджія на Сардинії наприкінці VI століття (мабуть, абойців). Одним із перших на острові прийняв християнство, що поставив йому в нагороду папа римський Григорій I у своєму листі 594 року. Уклав мир із Візантією і дозволив візантійським місіонерам Феліксу та Кіріаку проповідувати християнство серед свого народу.